# Alison Dunlap

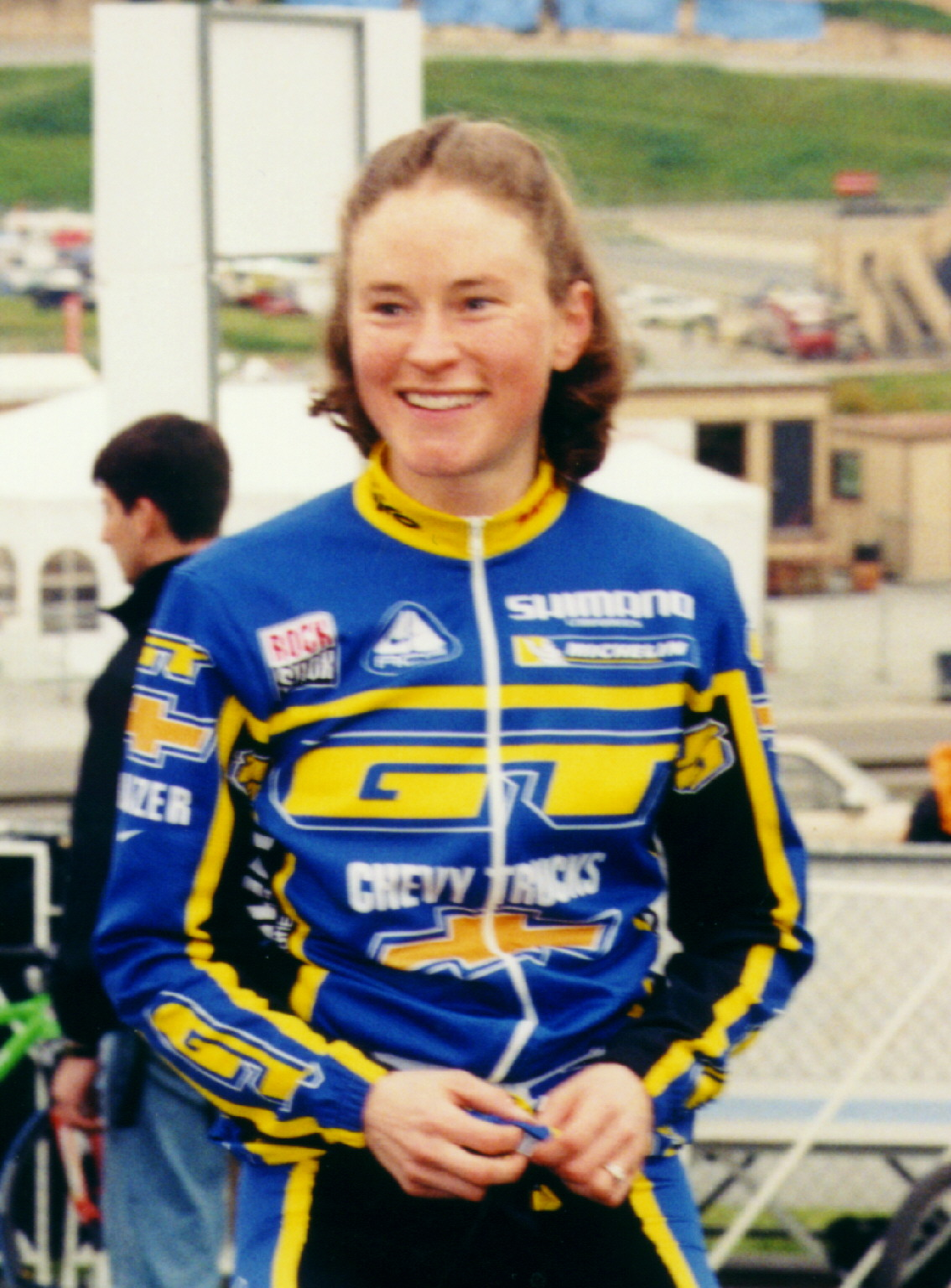
Alison Dunlap (2001)

Alison Kerry Dunlap (* 27. Juli 1969 in Denver) ist eine ehemalige US-amerikanische Radrennfahrerin und Weltmeisterin, die Rennen auf der Straße, im Querfeldein und auf dem Mountainbike bestritt.
Siebenmal wurde Alison Dunlap US-amerikanische Meisterin im Radsport: Sechsmal im Querfeldein-Rennen (Cyclocross) und einmal im Cross Country. 2000 belegte sie im Mountainbike-Weltcup Platz zwei, den sie 2002 gewann. Im Cross Country wurde sie 2001 zudem Weltmeisterin.
Bei den UCI-Straßen-Weltmeisterschaften 1994 belegte Dunlap Platz drei im Mannschaftszeitfahren, mit Deirdre Demet-Barry, Eve Stephenson und Jeannie Golay. 1993 wurde sie Dritte der US-Meisterschaft im Straßenrennen, 1996 erneut sowie Zweite im Einzelzeitfahren. 1994 gewann sie die Internationale Thüringen-Rundfahrt der Frauen und 2000 das Redlands Cycling Classic.
Zweimal startete Alison Dunlap bei Olympischen Spielen: 1996 in Atlanta wurde sie 37. im Straßenrennen, 2000 in Sydney Siebte im Cross Country.
Seit ihrem Rücktritt vom aktiven Radsport im Jahre 2009 betreibt Dunlap ein Mountainbike-Abenteuercamp in Moab.